# Muchajjam Ajn Bajt al-Ma
Muchajjam Ajn Bajt al-Ma (arab. ‏مخيم عين بيت الماء‎) – obóz dla uchodźców w Palestynie, w muhafazie Nablus. Według danych szacunkowych Palestyńskiego Centralnego Biura Statystycznego w 2016 roku obóz liczył 4829 mieszkańców.